# Roman Koudelka
Roman Koudelka (Turnov, 9 juli 1989) is een Tsjechisch schansspringer. Hij werd in 2007 wereldkampioen bij de junioren op de normale schans.

## Carrière
Koudelka maakte zijn debuut in de wereldbeker in het seizoen 2006/2007. Bij zijn eerste wedstrijd in Kuusamo, die moest worden gestaakt na een ronde, werd hij 31e. Nog in hetzelfde seizoen behaalde hij ook voor het eerst een plaats in de top tien toen hij in Klingenthal plaats 8 veroverde.
Op het einde van dat seizoen werd Koudelka overtuigend wereldkampioen bij de junioren op de normale schans, hij hield de Japanner Shohhei Tochimoto meer dan tien punten achter zich.

## Belangrijkste resultaten

### Wereldkampioenschappen junioren
| Jaar | Plaats    | Resultaten                            |
| ---- | --------- | ------------------------------------- |
| 2005 | Rovaniemi | 5e landenwedstrijd 43e normale schans |
| 2006 | Kranj     | 14e normale schans                    |
| 2007 | Tarvisio  | normale schans · 7e landenwedstrijd   |

### Olympische Winterspelen
| Jaar | Plaats      | Resultaten                                                           |
| ---- | ----------- | -------------------------------------------------------------------- |
| 2010 | Vancouver   | 12e normale schans 23e grote schans 7e landenwedstrijd grote schans  |
| 2014 | Sotsji      | 16e normale schans 19e grote schans 7e landenwedstrijd grote schans  |
| 2018 | Pyeongchang | 25e normale schans 25e grote schans 10e landenwedstrijd grote schans |

### Wereldkampioenschappen schansspringen
| Jaar | Plaats        | Resultaten                                                                                            |
| ---- | ------------- | --- |
| 2007 | Sapporo       | 25e grote schans 9e landenwedstrijd                                                                   |
| 2009 | Liberec       | 9e normale schans 9e grote schans 5e landenwedstrijd grote schans                                     |
| 2011 | Oslo          | 35e normale schans 22e grote schans 7e landenwedstrijd normale schans 8e landenwedstrijd grote schans |
| 2013 | Val di Fiemme | 29e normale schans 30e grote schans 7e landenwedstrijd grote schans                                   |
| 2015 | Falun         | 4e normale schans 8e grote schans 8e landenwedstrijd grote schans                                     |
| 2017 | Lahti         | 14e normale schans 9e landenwedstrijd normale schans 7e landenwedstrijd grote schans                  |
| 2019 | Seefeld       | 15e HS109 32e HS 130 9e Team HS108 8eTeam HS130                                                       |

### Wereldkampioenschappen skivliegen
| Jaar | Plaats                   | Resultaten                                   |
| ---- | ------------------------ | -------------------------------------------- |
| 2008 | Oberstdorf               | 6e landenwedstrijd                           |
| 2012 | Vikersund                | 11e individuele wedstrijd 6e landenwedstrijd |
| 2014 | Harrachov                | 6e individuele wedstrijd                     |
| 2016 | Tauplitz/Bad Mitterndorf | 20e individuele wedstrijd 6e landenwedstrijd |

### Wereldbeker
Eindklasseringen
| Seizoen   | Algm | SV  | 4S  | NT  | RAW |
| --------- | ---- | --- | --- | --- | --- |
| 2006/2007 | 39e  |     | 42e | -   |     |
| 2007/2008 | 17e  |     | 11e | 29e |     |
| 2008/2009 | 16e  | 25e | 18e | 19e |     |
| 2009/2010 | 63e  | –   | -   | 47e |     |
| 2010/2011 | 16e  | 11e | 30e |     |     |
| 2011/2012 | 10e  | 10e | 5e  |     |     |
| 2012/2013 | 49e  | 44e | 35e |     |     |
| 2013/2014 | 39e  | -   | -   |     |     |
| 2014/2015 | 7e   | 28e | 9e  |     |     |
| 2015/2016 | 11e  | 19e | 14e |     |     |
| 2016/2017 | 25e  | 25e | 30e |     | 13e |
| 2017/2018 | 57e  | -   | 42e |     | 55e |
| 2018/2019 | 14e  | 28e | 5e  |     | 25e |
| 2019/2020 | 26e  | 30e | 17e |     | 35e |

Wereldbekerzeges
| Datum            | Plaats             | Schans      |
| Individueel      | Individueel        | Individueel |
| ---------------- | ------------------ | ----------- |
| 23 november 2014 | Klingenthal        | HS140       |
| 7 december 2014  | Lillehammer        | HS138       |
| 21 december 2014 | Gross-Titlisschans | HS137       |
| 25 januari 2015  | Sapporo            | HS134       |
| 4 maart 2016     | Wisła              | HS134       |

### Grand-Prix
Eindklasseringen
| Jaar | Plaats |
| ---- | ------ |
| 2006 | 14e    |
| 2007 | 28e    |
| 2008 | 11e    |
| 2009 | 11e    |
| 2010 | 68e    |
| 2011 | 17e    |
| 2012 | 46e    |
| 2013 | 22e    |
| 2014 | 7e     |
| 2015 | 52e    |
| 2016 | 54e    |
| 2017 | 8      |
| 2018 | 10e    |
| 2019 | 47e    |